# Parania albitarsis
Parania albitarsis är en stekelart som först beskrevs av Günther Enderlein 1921.  Parania albitarsis ingår i släktet Parania och familjen brokparasitsteklar. Inga underarter finns listade i Catalogue of Life.